# Montserrat Ribalta i Escoda
Montserrat Ribalta i Escoda (Barcelona, 1909- 1983) fou una bibliotecària, mestra i escriptora catalana.
Ingressà a l'Escola de Bibliotecàries de la Generalitat de Catalunya esdevenint bibliotecària el 1930 amb Premi Extraordinari. El mateix any obtingué el títol de mestra a l'Escola Normal de Barcelona. Estudià infermeria entre 1935 i 1936 a la Facultat de Medicina de la Universitat de Barcelona. Inicià la seva activitat professional com a mestra a l'Acadèmia Miralles de Sabadell, alhora que exercia com a delegada de la Comissió de Cultura del Club Femení d'Esports.
En contraure matrimoni amb el doctor Manuel Miserachs (1933) abandonà l'activitat professional. Fruit de la seva relació d'amistat amb Rosa Leveroni, col·laborà en diverses iniciatives del món cultural de postguerra i mantingué una certa activitat literària, en bona part inèdita, basada en la redacció de contes (amb col·laboracions a "Cavall Fort") i articles d'actualitat. El seu fill, Xavier Miserachs i Ribalta, fou un conegut fotògraf. La seva filla, Toni Miserachs, és una coneguda dissenyadora gràfica.
El seu fons personal es conserva a l'Arxiu Nacional de Catalunya. El fons aplega, fonamentalment, certificats i documents identificatius; documentació acadèmica dels estudis de mestra, bibliotecària i infermera; dietari personal, notes per a diverses novel·les i articles publicats a la revista "Cavall Fort". El fons inclou, així mateix, diversos testimonis de la seva relació amb la poetessa Rosa Leveroni.